# Агте, Николай Христианович
Николай Христианович (Христофорович) Агте (1816—1867) — русский военный топограф, генерал-майор (1859).

## Биография
Учился в Харьковском университете. В 1833 году действительным студентом университета поступил на военную службу. Произведён в поручики кирасирского Великой княгини Елены Павловны полка. В 1835 поступил в Императорскую военную академию в Санкт-Петербурге, которую окончил в 1837 году. В следующем году причислен к Генеральному штабу Российской армии.
В 1840 году командирован в распоряжение Оренбургского генерал-губернатора. В 1842 году вошёл в состав Комиссии сенатора И. Н. Толстого, производившего ревизию в Восточной Сибири. С 1843 по 1845 год занимался производством топографических работ в Западной Сибири. Под руководством Агте произведёны обширные геодезические и топографические работы с астрономическим определением мест, полуинструментальные глазомерные съёмки и рекогносцировоки вдоль российско-китайской границы, сняты планы пограничных крепостей Троицко-Савской, Горбицской, Ново-Цурухайской и Акши, а также пограничных казачьих караулов в Забайкальском крае. За свои работы в Сибири награждён орденом Святого Владимира 4-й степени.
По возвращении из Сибири в 1846 году назначен в Комиссию по поверке границы и возобновлению пограничных знаков между Россией и Норвегией. Работу в Комиссии завершил в августе того же года. За отлично произведённые работы награждён российским орденом Святой Анны 2-й степени и шведским орденом Олафа 3-й степени.
В 1848 году Российское правительство снарядило секретную экспедицию для сбора сведений об истинном состоянии российско-китайской границы и её соответствии Нерчинскому договору 1689 года. Начальником экспедиции назначен Николай Агте. Экспедиция производила свои исследования с 1849 по 1852 год от Байкала до Охотского моря. По результатам экспедиционных исследований была составлена подробная карта Станового хребта и Бурейских гор. В 1953 делал доклад о результатах экспедиции российскому императору Николаю I; в том же году за отличное исполнение долга произведён в полковники.
В 1853 году началась Крымская война, и в 1854 году Агте был направлен в Абоский отряд для защиты побережья Финляндии, где проходил военную службу на балтийском театре военных действий до окончания войны в 1856 году. В 1857 году был назначен Начальником штаба 2-й кирасирской дивизии.
По состоянию здоровья вынужден был оставить военную службу. 1 января 1859 года вышел в отставку, награждённый чином генерал-майора. Последние годы жизни провел на Украине.
Скончался в 1867 году. Похоронен в селе Седневка Елисаветградского уезда (ныне Кировоградской области Украины) на кладбище при Ильинской церкви.